# SN 2003bv
SN 2003bv – supernowa typu II odkryta 12 marca 2003 roku w galaktyce M+07-15-15. W momencie odkrycia miała maksymalną jasność 17,70m.